# Olympische Jugend-Sommerspiele 2018/Teilnehmer (Tschechien)
| Gelbes Symbol für Goldmedaillen mit stilisierten Olympischen Ringen | Graues Symbol für Silbermedaillen mit stilisierten Olympischen Ringen | Braundes Symbol für Bronzemedaillen mit stilisierten Olympischen Ringen |
| ------------------------------------------------------------------- | --------------------------------------------------------------------- | ----------------------------------------------------------------------- |
| 3                                                                   | 3                                                                     | 5                                                                       |

Die Jugend-Olympiamannschaft aus Tschechien für die III. Olympischen Jugend-Sommerspiele vom 6. bis 18. Oktober 2018 in Buenos Aires (Argentinien) bestand aus 51 Athleten.

## Athleten nach Sportarten

### Badminton
Mädchen
- Tereza Švábíková
Einzel: 9. Platz
Mixed: Bronze  (im Team Theta)

### Basketball
Mädchen
- 3x3: 16. Platz
- Kateřina Galíčková
Shoot-out: Silber
- Alžběta Levínská
- Anežka Kopecká
- Anna Rosecká
Shoot-out: 27. Platz

### Beachvolleyball
Jungen
- Jiří Sedlák
- Patrik Maňas
25. Platz

### Boxen
Jungen
- Daniel Mikušťák
Schwergewicht: 4. Platz

### Fechten
Mädchen
- Veronika Bieleszová
Degen Einzel: Bronze 
Mixed: 6. Platz (im Team Europa 2)

### Gewichtheben
Jungen
- František Polák
Bantamgewicht: Bronze

### Golf
| Mädchen - Sarah Hricíková Einzel: 15. Platz Mixed: 20. Platz | Jungen - Václav Tichý Einzel: 5. Platz Mixed: 20. Platz |

### Inline-Speedskating
Mädchen
- Andrea Lokvencová
Kombination: 13. Platz

### Judo
| Mädchen - Ester Svobodová Klasse bis 78 kg: 5. Platz Mixed: 9. Platz (im Team Montreal) | Jungen - Martin Bezděk Klasse bis 81 kg: Silber Mixed: Silber (im Team Athen) |

### Kanu
| Mädchen - Adéla Házová Kajak-Einer Sprint: 5. Platz Kajak-Einer Slalom: 17. Platz | Jungen - Tomáš Hradil Kajak-Einer Sprint: 5. Platz Kajak-Einer Slalom: 12. Platz - Jiří Minařík Kanu-Einer Sprint: Bronze Kanu-Einer Slalom: 12. Platz |

### Leichtathletik
| Mädchen - Tereza Marková 100 m: 17. Platz - Barbora Šplechtnová 200 m: 4. Platz - Barbora Malíková 400 m: Gold - Denisa Folková 800 m: 9. Platz - Kristýna Korelová 400 m Hürden: 8. Platz - Bára Sajdoková Hochsprung: 5. Platz - Veronika Šebáková Stabhochsprung: 6. Platz - Linda Suchá Weitsprung: 6. Platz - Ivana Koktavá Speerwurf: 13. Platz | Jungen - Tadeáš Formánek 100 m: 17. Platz - Jakub Davidík 800 m: 14. Platz - Jiří Pechar 110 m Hürden: 11. Platz - Ondřej Hodboď 2000 m Hindernis: 12. Platz - Tomáš Kratochvíl Weitsprung: 10. Platz - Martin Florián Speerwurf: Bronze |

### Radsport

#### Straße
Jungen
- Samuel Jirouš
- Petr Kelemen
Kombination: 7. Platz

#### BMX
- Nikol Přikrylová
- Martin Habada
Freistil Kombination: 6. Platz
- Eliška Bartuňková
- Lukáš Mentlík
Rennen Kombination: 10. Platz

### Rudern
| Mädchen - Anna Šantrůčková - Eliška Podrazilová Zweier: Silber | Jungen - Gabriel Mahler Einer: 8. Platz |

### Schießen
Jungen
- Pavel Schejbal
Luftpistole 10 m: 7. Platz
Mixed: 10. Platz (mit Olivia Erickson  Australien)

### Schwimmen
| Mädchen - Barbora Seemanová 50 m Freistil: Gold 100 m Freistil: Gold 200 m Freistil: Bronze - Kristýna Štemberová 50 m Rücken: 21. Platz 50 m Schmetterling: 26. Platz 100 m Schmetterling: 16. Platz | Jungen - Adam Hlobeň 200 m Freistil: 18. Platz 400 m Freistil: 25. Platz 200 m Schmetterling: 12. Platz - Jakub Lahoda 200 m Rücken: 19. Platz 200 m Lagen: 11. Platz |

### Taekwondo
Mädchen
- Petra Štolbová
Klasse bis 63 kg: 5. Platz

### Tennis
Jungen
- Ondřej Štyler
Einzel: Achtelfinale
Doppel: 4. Platz
Mixed: 1. Runde (mit Kamilla Rachimowa  Russland)
- Dalibor Svrčina
Einzel: 1. Runde
Doppel: 4. Platz
Mixed: 1. Runde (mit Daniela Vismane  Lettland)

### Tischtennis
Mädchen
- Zdena Blašková
Einzel: 9. Platz
Mixed: 25. Platz (mit Medardas Stankevičius  Litauen)

### Turnen

#### Gymnastik
Jungen
- Ondřej Kalný
(war als Starter vorgesehen, nahm jedoch an keinem Wettbewerb teil)